# Очісуюча жниварка

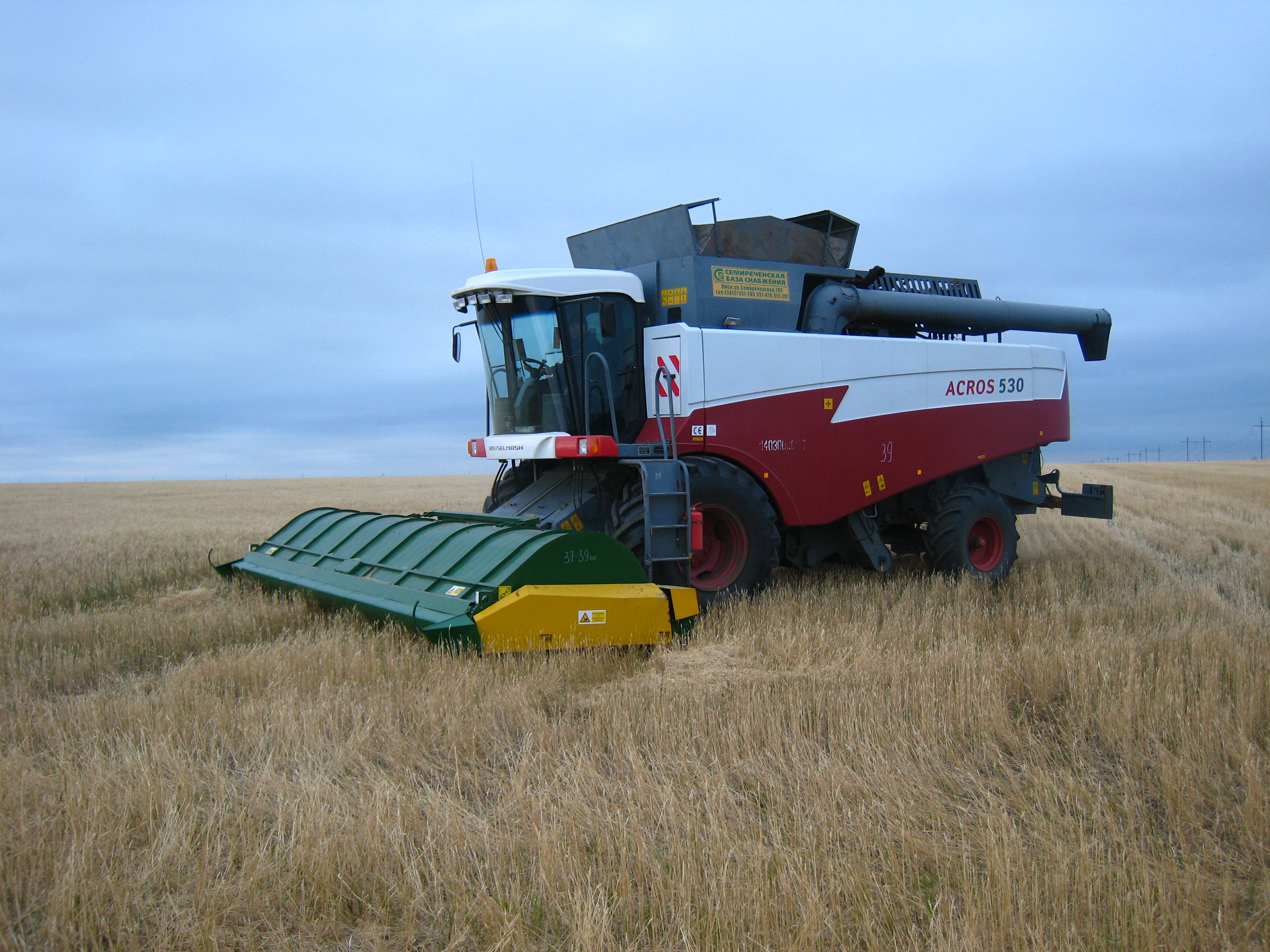
Сучасна очісуюча жниварка «Слов'янка УАС»

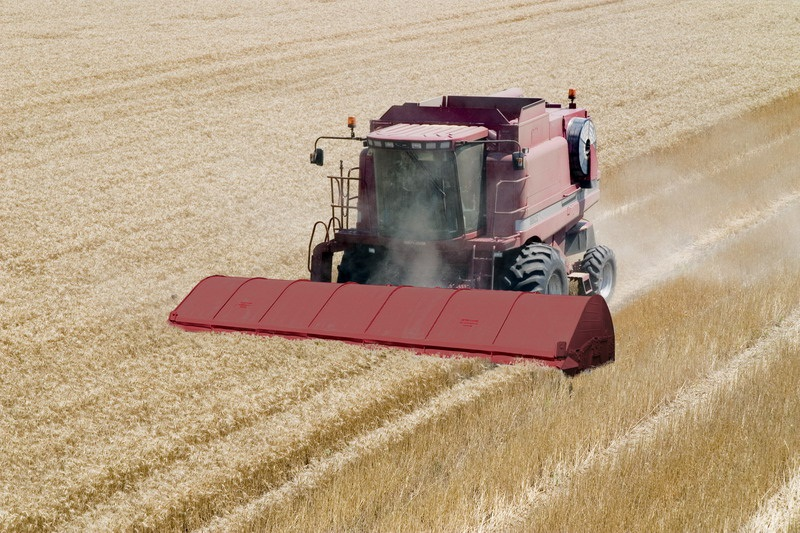
Сучасна очісуюча жниварка

Очісуюча жниварка  (англ. stripper header, рос. очёсывающая жатка) — пристрій для збирання зернових культур методом обчісування рослин на корені.
На відміну від традиційної жниварки, принцип дії якої передбачає скошування (зрізання) рослин, очісуюча жниварка обмолочує (обчісує) тільки зернову частину рослин, не порушуючи цілісності стебел. Саме ці дві особливості (обмолот рослин на корені і відсутність операції скошування) визначили усі її можливості й переваги і дозволили посісти особливе місце серед зернозбиральних машин.
З'явившись у І столітті нашої ери, очісуючі жниварки й у наш час використовуються в землеробстві багатьох країн.

## Усе пізнається у порівнянні: можливості очісуючої жниварки

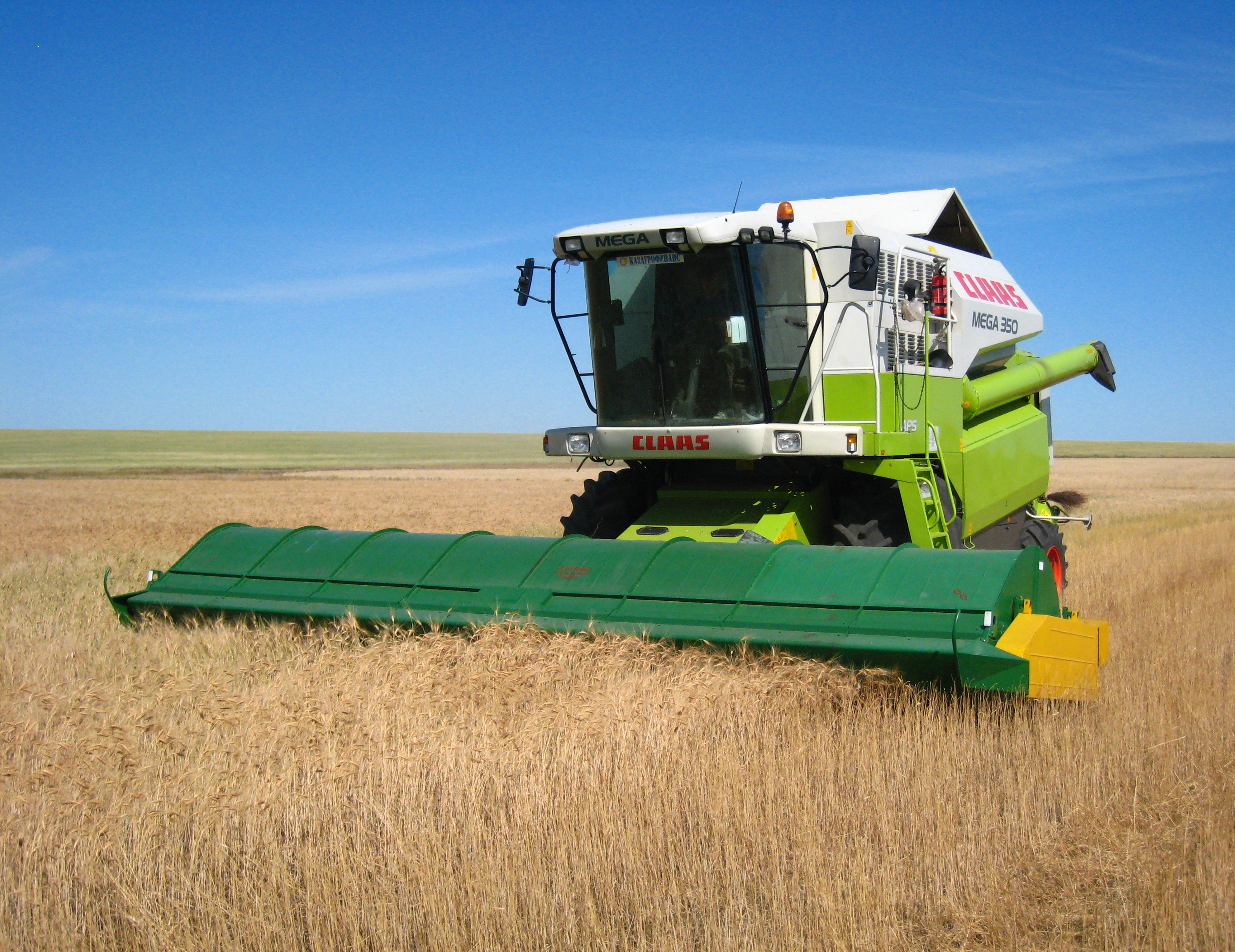
Комбайн Claas Mega з очісуючою жниваркою

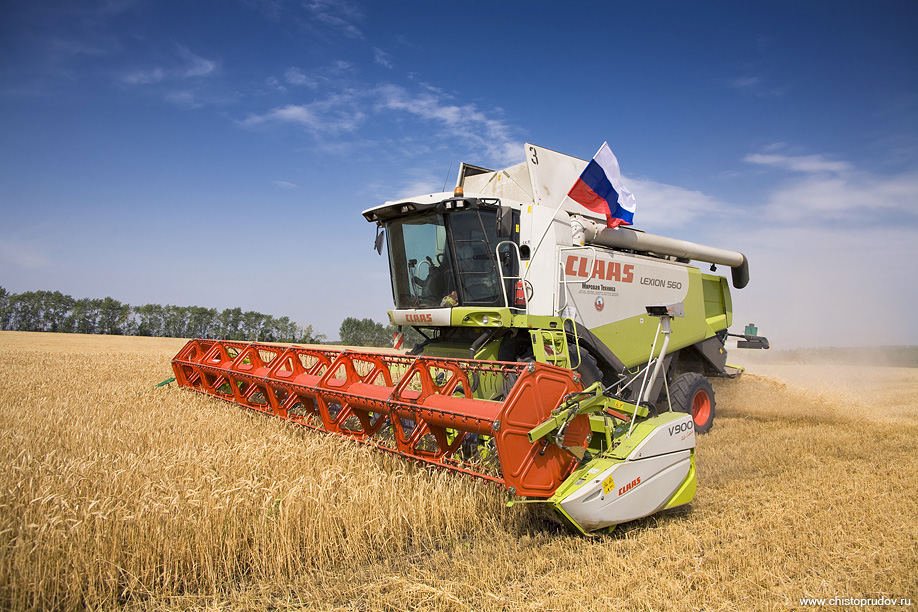
Комбайн Claas Lexion з традиційною жниваркою

Збирання врожаю — це сукупність робіт на завершальній стадії землеробства. Першу операцію, а саме збирання врожаю, намагаються виконати максимально швидко, за 5—6 днів, із мінімальними втратами зерна і витратами на паливо, запасні частини. Бистрота збирання залежить від швидкості переміщення комбайна по полю. Ця швидкість пропорційна пропускній спроможності комбайна, помноженій на відсотковий вміст зерна у скошеній хлібній масі, й обернено пропорційна добуткові ширини захвату на врожайність поля. У середньому вміст зерна у хлібній масі становить 40 %, а оптимальний швидкісний режим роботи комбайна з традиційною жниваркою залежно від урожайності — 3—4 км на годину.
Очісуюча жниварка залишає солому на полі. У зібраній нею хлібній масі зерно становить 80 %, тобто удвічі більше, ніж під час традиційного збирання. Це дозволяє збільшити швидкість руху комбайна у два рази (до 6-10 км на годину), що у свою чергу скорочує термін збирання й зменшує втрати зерна шляхом обсипання, а при необхідності уможливлює скорочення комбайнового парку.
Під час традиційної технології збирання врожаю на зрізання стебел, їх транспортування, деформування під час обмолоту й сепарацію витрачається певна кількість енергії, а отже й палива, на якому працює зернозбиральний комбайн. За обчісувальної технології такі витрати відсутні, що дозволяє скоротити витрати пального на 35-40 % на тонну зібраного зерна.
Зазначені переваги очісуючої жниварки є основними, але не такими, що вичерпують усі її можливості, а саме:
- Збирання хлібів, вологість яких перевищує 20 %, що практично неможливе при використанні класичної жниварки;
- Збирання врожаю з мінімальними збитками при виляганні і сплутанні стеблостою;
- Збирання засмічених бур'яном полів;
- Застосування в технологіях рослинництва, де пожнивні рештки залишаються на полі;
- Використання в технологіях, спрямованих на снігозатримування тощо.[3]

## Короткі відомості з історії використання очісуючих жниварок у землеробстві
Історія розвитку очісуючої жниварки має переривчастий і багатоетапний характер. В окремих історичних ситуаціях вона з'являлася як засіб реалізації насущних потреб суспільства, а потім йшла у непам'ять, щоб зродитися знову через століття й роки. Протягом усього існування жниварки окремі винахідники, організації, підприємства розробляли, виготовляли і випробовували велику кількість очісуючих жниварок, однак лише деякі з них дійшли до промислового виробництва і широкого застосування в землеробстві.

### Очісуючі жниваркиСтародавнього Риму

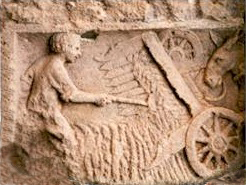
Барельєф галльської жниварки

Перше згадування про збирання зернової частини врожаю за допомогою примітивної машини міститься у «Природничій історії» Плінія Старшого, яка була написана для римського імператора Тита у 80-х роках нашої ери. Описуючи техніку Стародавнього Риму, Пліній наголошував на тому, що ці машини використовувалися у великих маєтках Галлії, тобто там, де потрібна праця продуктивніша за ручну.
Детальний опис цієї давньої зернозбиральної машини подає Палладій у творі «Про землеробство». Візуальне зображення машини дійшло до наших днів у вигляді барельєфів, знайдених у Бельгії.
Цей пристрій, за Палладієм, мав вигляд великого ящика на двох колесах, позаду якого запрягався бик чи віслюк. На передній стінці ящика скісно кріпився металевий гребінь із загостреними боковими гранями. Поруч із ящиком, посуваючись назад, йшла людина з Т-подібним знаряддям у вигляді довгої палиці, на кінці якої прікріплена поперечина. Під час руху пристрою по полю гребінь урізався у стеблостій на рівні суцвіття, а за допомогою Т-подібного знаряддя людина спрямовувала колосся до гострих країв гребеня, у наслідок чого вони обламувалися і падали в ящик. При цьому стебло залишалося на полі неторканим.
Така жниварка мала вищу продуктивність від ручного збирання серпами. Це досягалося за рахунок збільшення ширини охоплення ділянки поля та більшої швидкості руху.
Головна функція жниварки — відокремлення колосся від стебла — виконувалася за допомогою пасивного гребеня й активного Т-подібного знаряддя, який приводився в рух людиною. Такий пристрій міг збирати лише злакові хлібні рослини, у яких суцвіття знаходиться на кінці довгого стебла. Невідомо, скільки років ця жниварка використовувалася в маєтках Галії, але якщо Пліній Старший згадує про неї у 80-ті роки нашої ери, а Палладій підтверджує її існування у першій половині IV століття нашої ери, то галльську жниварку використовували для збирання врожаю не менше 250 років.
Разом із падінням Римської імперії зникають великі маєтки і потреба в очісуючій жниварці відпала на багато століть.

### Австралійські очісуючі жниварки

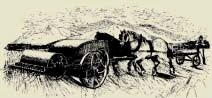
Жниварки Джона Рідлі

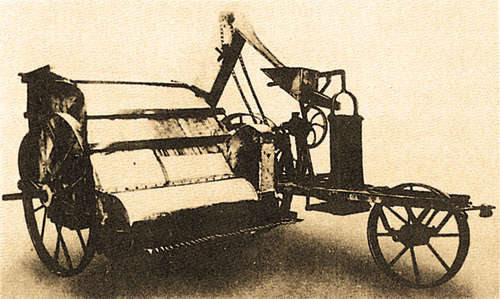
Жниварка Віктора МакКея

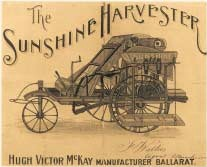
Очісуючий комбайн «Саншайн Харвестер»

Наступна потреба в очісуючій зернозбиральній машині виникла в середині XIX століття під час колонізації англійцями Австралії. Колоністи зіткнулися з проблемою, яка полягала у тому, що в умовах сухого клімату Австралії на час збирання зернові пересихали і ставали ламкими, що призводило до великих втрат під час скошування. Вирішити цю проблему вдалося у 1843 році за допомогою збиральної машини Джона Рідлі.
За основу слугувала галльська жниварка, яку він значно вдосконалив і пристосував до кліматичних умов Австралії. Як і галльська жниварка, вона складалася з великого ящика, але вже на чотирьох колесах. Задні колеса були керовані. Позаду ящика впрягалися коні, які штовхали жниварку. Попереду на ящику розташовувався гребінь, а над ним знаходився лопатевий бітер, який приводився в рух від передніх коліс ящика. Щілини між зуб'ями гребеня були такими, що крізь них вільно проходило стебло, проте застрягало колосся. Керувала машиною одна людина. Під час роботи, як і у галльської жниварки, гребінь занурювався у стеблостій, але колосся обламувала не людина, а бітер, який лопатями під час обертання частково вимолочував зерно з колосся і транспортував продукт обчісування в ящик.
Завдяки поліпшеному керуванню жниваркою й механізації обламування колосся очісуюча жниварка Джона Рідлі могла прибирати за світловий день 4 гектари, замінюючи собою працю десяти косарів.
Головна функція машини — відділення колосся від стебла — реалізувалася пасивним гребенем і активним механізованим бітером. Використання цієї машини обмежувалося збиранням зернових хлібних культур.
Багато підприємств у Австралії виготовляло жниварки Джона Рідлі, проте лідером вважається компанія Джозефа Меллора, яка за кілька років випустила понад 3000 машин.
Подальший розвиток австралійської очісуючої жниварки спрямований на розширення її функціональних можливостей, а саме: обмолот обчесаного колосся, очищення зерна від полови і соломи, засипка очищеного зерна в мішки і вивантаження мішків із зерном на ходу. Усі ці завдання були розв'язані завдяки зусиллям винахідників, у тому числі Джеймса Морроу і Віктора МакКея, які у 1883 і 1884 роках відповідно представили свої варіанти очісуючого комбайна.
Комбайн був трьохколісний. Його тягнули коні, запряжені попереду лівіше від комбайна. Збиральну машину обслуговували два чоловіки, один з яких керував рухом комбайна, а другий засипав зерно у мішки. Завдяки маневреності і простоті керування за світовий день комбайн збирав урожай з 40 гектарів. За своєю ефективністю, тобто витратам енергії на тонну зібраного врожаю, австралійський очісуючий комбайн і до сьогодні залишається неперевершеним.
Найвідомішим виробником очісуючих комбайнів у промислових масштабах є Віктор МакКей, який у 1895 році організував компанію «Саншайн Харвестер». Компанія займалася постійним удосконаленням комбайна. Так, завдяки таланту фермера й винахідника Хедлі Шеппарда Тейлора, у 1916 році «Саншайн Харвестер» розпочала випуск нових очісуючих комбайнів. У них під гребенем знаходився ріжучий апарат, а відведення обчісаной маси здійснювався шнеком. Такі конструктивні особливості розширювали можливості збиральної машини, дозволяючи збирати вологі й засмічені хліба. У 1950 році, у результаті зміни власника, компанія припиняє випуск очісуючих комбайнів під торговельною маркою «Саншайн», а за шість років і зовсім знімає їх із виробництва.

### Очісуючі жниварки дореволюційної Росії
Діючі зразки машин, що збирали тільки зернову частину врожаю, створювалися й у Росії. У 1868 році агроном Андрій Романович Власенко у Тверській губернії демонстрував збиральну машину «Кінне збирання на корені», яка складалася з косарки, транспортуючих пристроїв і молотарки. За словами А. Р. Власенка вона в 20 разів продуктивніше за ручний спосіб збирання хліба й у 8 разів перевищувала продуктивність американської жатки «Маккормік». Машину тягли два коні, а керувала нею одна людина.
Подібну машину, але в Самарській губернії, зробив М. Глумілін, який знав про комбайн А. Р. Власенка і намагався поєднати зусилля для створення досконалішого пристрою.
На жаль, ані А. Р. Власенку, ані М. Глуміліну не вдалося налагодити промислове виробництво машин, не зважаючи на те, що у 1869 році А. Р. Власенко отримав привілей на свій винахід, а за виготовлення машини колективно клопотали відомі вчені і землевласники. Міністер землеробства Росії відмовив Власенкові у виготовленні машин.

### Сучасні очісуючі жниварки

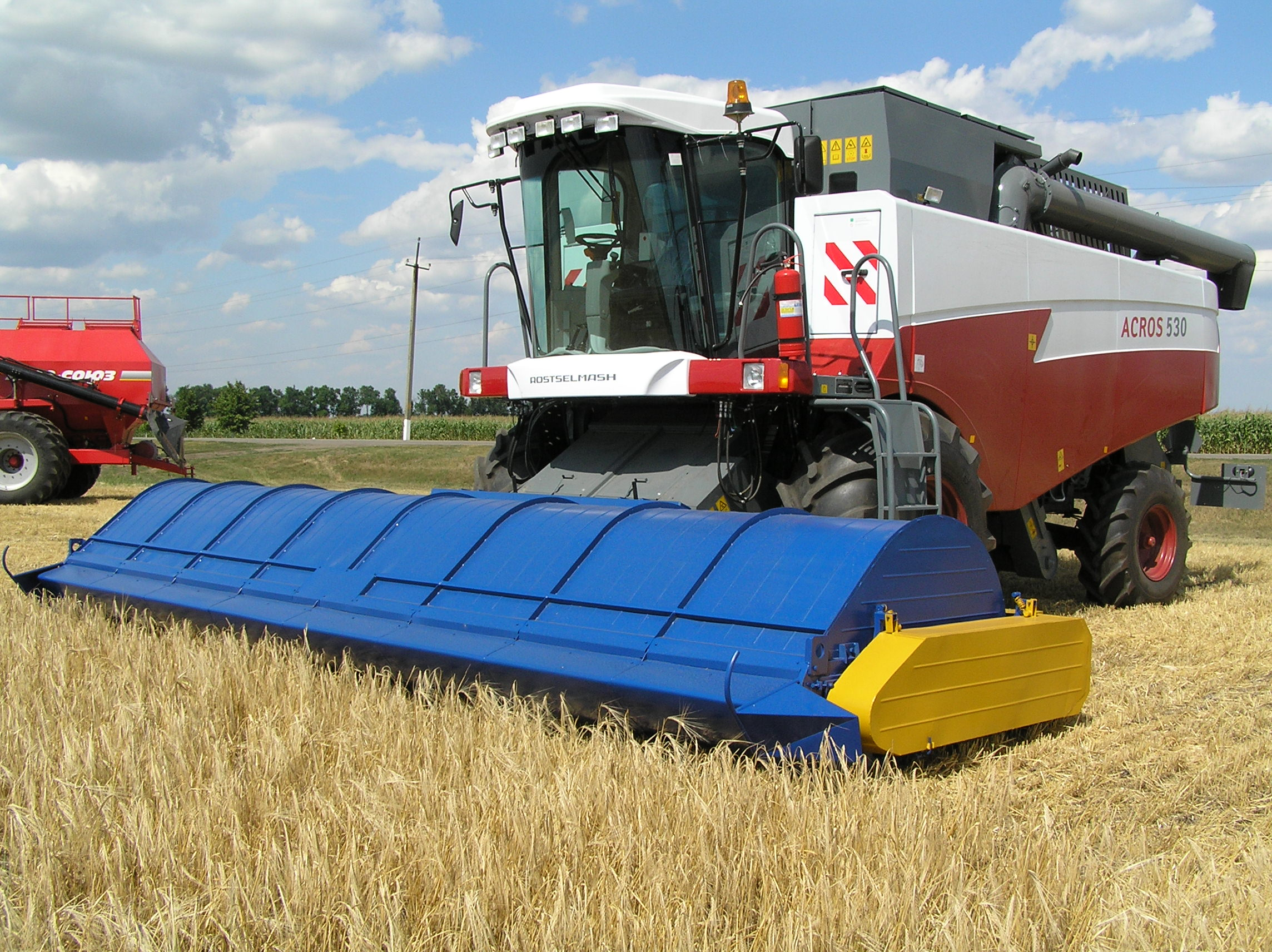
Жниварка двобарабанна очісуючого типу «Слов'янка УАС»

Третє відродження очісуючої жниварки припадає на другу половину XX століття. Розуміння вченими та інженерами усіх обмежень на шляху розвитку традиційного комбайнового збирання врожаю спонукало до створення альтернативних методів. Найперспективнішим вважається обмолот на корені.
Академік Української академії аграрних і технічних наук, Російської академії сільськогосподарських наук, доктор технічних наук Погорілий Леонід Володимирович (1934—2003) писав: «Висока енергійно ресурсно-напружена хедерна технологія збирання в основному виконала свою історичну і технологічну роль, і за законами діалектичного розвитку, і нашими прогнозами повинна поступитися місцем принципу обчісування для розробки високоефективних комбайнів нового покоління».
Існує думка, що прообразом сучасних очісуючих жниварок був обчісувач, виготовлений американцем К. Болдуіном. Основною відмінністю цієї збиральної машини є використання активного робочого органа, який був виконаний у вигляді циліндричного барабана (ротора), вздовж твірних якого закріплювалися ряди гребінок. Під час обертання барабана гребінки занурюються у стеблостій та обчісують зернову частину врожаю.
Такий принцип дії дозволяв не стільки обривати колосся, скільки їх обмолочувати. Крім того, таке технічне рішення уможливлювало збір вологих зернових культур, роботу в полях, де стеблостій виліг або засмічений бур'янами.
У другій половині 90-х років компанія «Shelbourne Reynolds» (Велика Британія), використовуючи розробки Національного інституту сільськогосподарського машинобудування (NJAE), опанувала промисловий випуск жниварок із описаним вище принципом дії.
Незалежно від англійців до такого ж технічного рішення, але на початку 80-х років, прийшов керівник лабораторії збиральних машин Мелітопольського інституту механізації сільського господарства (зараз ТДАТУ), доктор технічних наук Шабанов Петро Антонович (-2005).
У 2004 році під безпосереднім науковим керівництвом П. А. Шабанова машинобудівельним підприємством «Укр. Агро-сервіс» була розроблена, виготовлена та випробувана "Жниварка навісна двобарабанна очісуючого типу «Слов'янка УАС». Із 2005 року жниварки «Слов'янка УАС» виготовляються серійно і застосовуються у рослинництві.

## Будова і робота очісуючих жниварок, що використовуються у сучасному рослинництві
У сучасному рослинництві використовуються очісуючі жниварки з активними робочими органами (гребінками), закріпленими на барабані, що вертиться. Розрізняють дві конструктивні схеми таких жниварок: однобарабанну і двобарабанну.
Родоначальник двобарабанних жниварок очісуючого типу, Шабанов П. А., описував їхню будову так: «Пристрій складається з очісуючого барабана 1, бітера-відбивача 2, шнека 3 і непорушного відбиваючого кожуха 4. Під час поступального руху пристрою вперед стебла рослин відхиляються кожухам 4 і під дією всмоктуваного повітряного потоку, який створюється очісуючим барабаном 1 і бітером-відбивачем 2, подаються в зону обмолоту, де обмолочуються робочими органами у вигляді гребінок із прямокутними пальцями, які розташовані на поверхні барабанів. Отриманий у результаті обмолоту ворох під дією робочих органів і повітряного потоку транспортується до шнека 3, який подає цю купу до похилої камери комбайну».
Однобарабанна очісуюча жниварка складається з обчісуючого барабана (ротора), корпусу жниварки, стабілізуючого носка і шнека. Робота жниварки в частині дії обчісуючого барабана, транспортування очісаного вороху подібна до двобарабанної жниварки.
У 1980 році були організовані порівняльні випробування дво- і однобарабанної жниварок із збирання врожаю. Як досліджувані зразки використовували українську двобарабанну жниварку МОН-4 і однобарабанну жниварку фірми «Shelbourne». Випробування проводилися в трьох місцях: у Криму — під час збирання рису, на Кубані — під час збирання пшениці, на заході Росії — під час збирання ячменя. Організовувалися вони відповідними машиновипробними станціями. Результати випробувань показали, що загальні втрати зерна залежно від швидкості руху комбайна на 1,5 % менші у двобарабанної очісуючої жниварки.

## Обмеження очісуючих жниварок
Очісуючі жниварки застосовуються переважно під час збирання зернових колосових і мітелкових культур, а також деяких видів насінників трав. Збирання бобових культур за допомогою цих жниварок може супроводжуватися втратами, що не відповідають аграрним вимогам.
Із огляду на принцип дії очісуючі жниварки використовуються лише під час прямого комбайнування.
За нормальних умов експлуатації втрати зерна поза жниваркою не перевищують 1 %. Однак за деяких обставин вони можуть збільшуватися, наприклад у випадку перестояного хліба, коли зерно ледь тримається у колосі й може обсипатися, а також у випадку суттєвої розбіжності у висоті суцвіть.
Очісуючі жниварки недоцільно використовувати на полях із наявністю великої кількості каменів, а особливо при виляганні хлібів.